# Hydrogeographie
Hydrogeographie bzw. Hydrogeografie bezeichnet die Lehre von der Verteilung des Wassers auf und unter der Erde.
Sie ist ein Teil der physischen Geographie. Hydrogeographie basiert auf der Hydrologie und untersucht die Gesamtheit aller fließenden und stehenden ober- und unterirdischen Gewässer des Festlandes. Schwerpunkt der Lehre sind Wechselbeziehungen zwischen den Landschaftsfaktoren und dem Wasserhaushalt eines Raumes. Eine Untergruppe der Hydrogeographie ist die Glaziologie, die sich mit Fragen zu Gletschern beschäftigt. Aber auch Meere sind Forschungsgegenstand dieses Wissenszweiges, die sich aber mit der Ozeanographie überschneidet. 